# Siddeley Puma

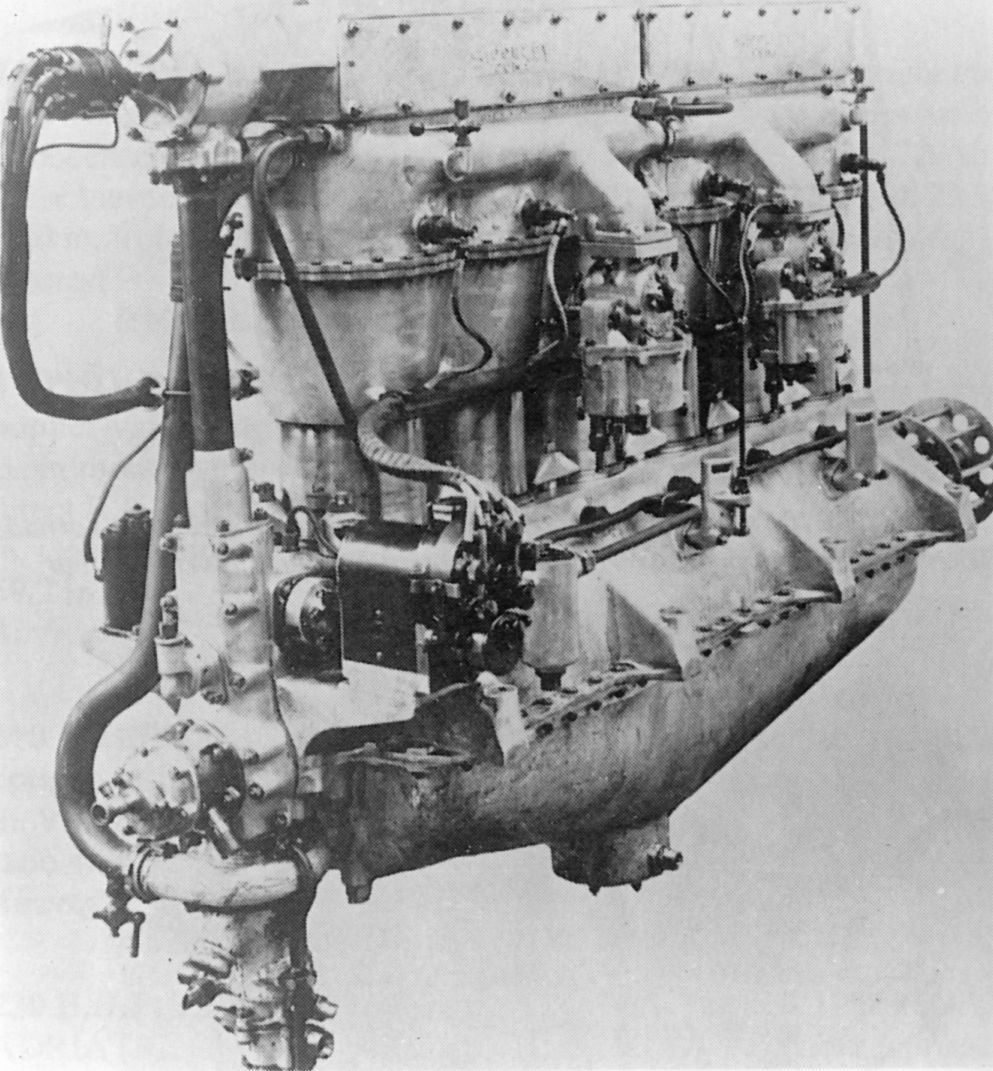
Siddeley Puma.

Der Siddeley Puma war ein Flugmotor des britischen Herstellers Siddeley-Deasy. Der wassergekühlte Sechszylinder-Reihenmotor kam in einer Reihe verschiedener Flugzeuge zum Einbau. 
Der Motor war eine Weiterentwicklung des Galloway Adriatic, der aufgrund von Fertigungsschwierigkeiten nicht zu großen Stückzahlen kam. Im Januar 1917 begann man bei Siddeley-Deasy, diese Konstruktion zu verbessern. Der Motor wurde zunächst „Siddeley 1S“ genannt, bekam dann aber den Namen „Puma.“ Es handelte sich um einen OHC-Motor mit einer von einer Königswelle angetriebenen Nockenwelle, die pro Zylinder ein Einlass- und zwei Auslassventile betätigte (Mehrventiltechnik). Die Auslassventile wurden über Tassenstößel betätigt, die Einlassventile hingegen über Kipphebel. Die beiden Blöcke (eine Zylinderbank) zu je drei Zylindern und die Zylinderköpfe waren aus einer Aluminiumlegierung gegossen. Die Kolben liefen in eingezogenen Laufbuchsen aus Stahl. Die großen Aluminiumgussteile stellten auch das Hauptproblem in der Fertigung dar, da sie oft inakzeptable Lufteinschlüsse (Lunker) aufwiesen und so nicht verwendet werden konnten. Zeitweise lag der Ausschussanteil bei 90 %. Ein weiteres Problem waren durchbrennende Auslassventile.

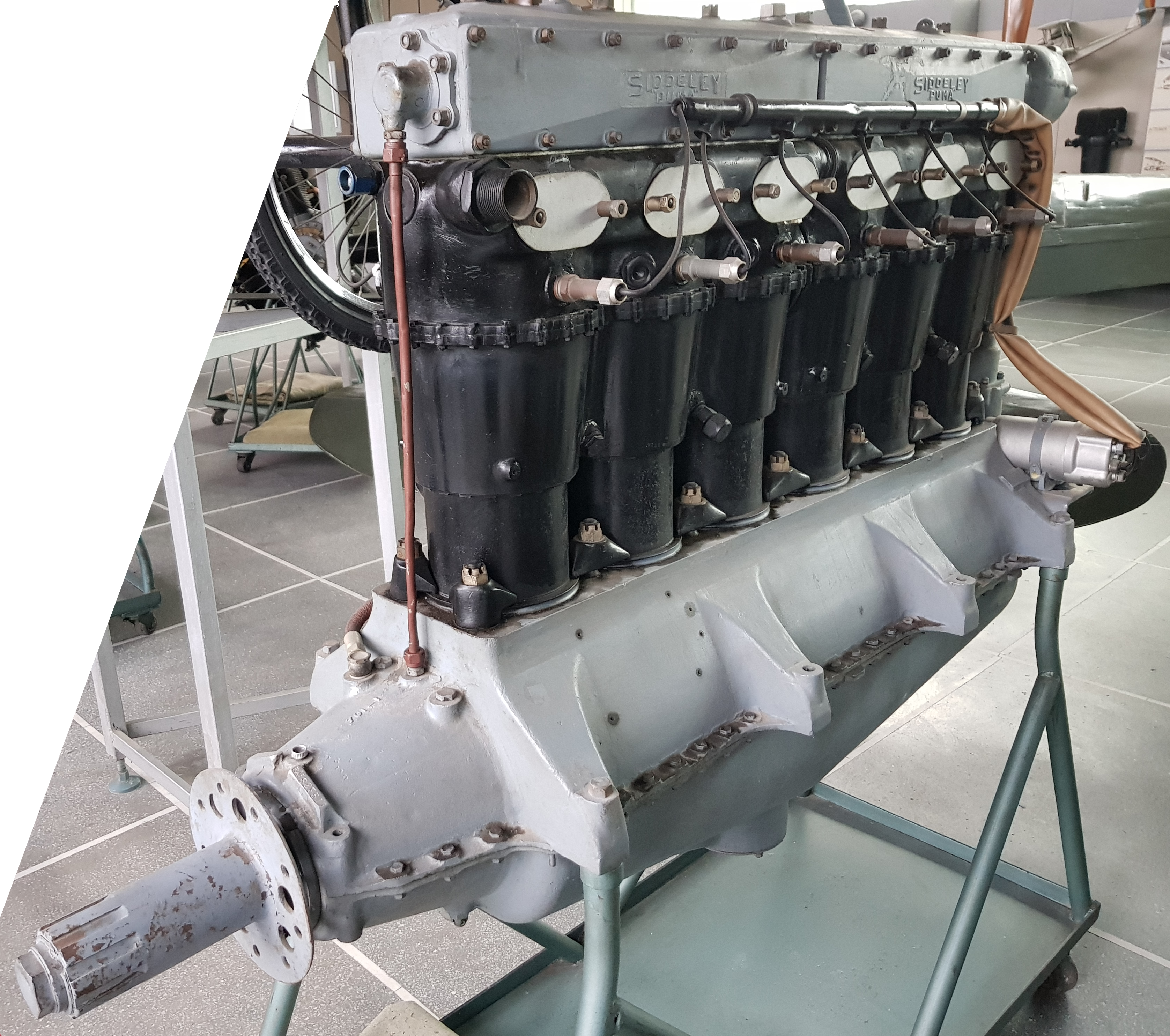
Siddeley Puma im Militärmuseum Bukarest.

Der Motor besaß eine Trockensumpfschmierung mit je einer Druck- und Rückförderpumpe. Zur Gemischbildung dienten zwei Zenith-Hobson Steigstromvergaser mit Vorrichtungen zur Abmagerung. Die Doppelzündanlage (zwei Zündkerzen pro Zylinder) hatte je zwei Zündverteiler und Zündmagneten. Als Kraftstoff war eine Mischung aus 80 % Benzin und 20 % Benzol vorgeschrieben.
Im August 1917 begann die Serienfertigung. Insgesamt wurden 11.500 Motoren bestellt, von denen 4288 Stück bis zum Dezember 1918 geliefert werden konnten. Wegen des Kriegsendes wurden weitere Lieferungen storniert. 
Es gab 1918 noch eine modifizierte Version mit höherer Leistung, bei der sowohl die Pleuel verstärkt als auch die Auslassventile verbessert worden waren. Das Ziel, den Motor mit einem Verdichtungsverhältnis von 5,4:1 zu betreiben, konnte nicht erreicht werden, so dass die Verdichtung beim ursprünglichen Verhältnis von 4,95:1 belassen wurde. 
Ein auf dem Puma basierender Zwölfzylindermotor war der Siddeley Pacific.

## Verwendung
- Airco D.H.9
- Airco D.H.10

## Technische Daten
- Zylinder: 6 Reihe
- Bohrung: 145 mm
- Hub: 190 mm
- Hubraum: 18.832 cm³
- Verdichtung: 4,95:1
- Länge: 1775 mm
- Breite: 610 mm
- Höhe: 1107 mm
- Gewicht: 308,5 kg